# Klas Åhlund
Klas Åhlund (Stoccolma, 11 aprile 1972) è un compositore e cantante svedese.
Klas Åhlund è fratello di Jocke Åhlund, uno dei compositori della band Caesars. Lavora attualmente con il duo di produttori musicali svedese Bloodshy & Avant. Egli ha composto e prodotto una canzone per Britney Spears, Piece of Me (dall'album Blackout), ed ha scritto con Robyn il suo album omonimo.